# Цифровой копирайт: Защита интеллектуальной собственности в Интернете
Цифровой копирайт: Защита интеллектуальной собственности в Интернете (англ. Digital Copyright: Protecting Intellectual Property on the Internet) — книга профессора права государственного университета Уэйн Джессики Литман, вышедшая в 2000 году, подробно рассказывающая о законодательной борьбе за принятие закона об авторском праве в цифровую эпоху (англ. Digital Millennium Copyright Act, DMCA). Были широко рассмотрены и, как правило, приводится в качестве окончательной история прохождения DMCA. Карен Койл отметил, что «Речь идет не о законе как таковом, а о том, как технологические разработки XX века изменили закон об авторском праве, созданном в Соединённых Штатах, и тех, кто извлекает выгоду».
В издание 2006 года Литман включила обновлённое предисловие, в котором более подробно обсуждались судебными дела, связанные с одноранговыми сетями, которые возникли после вступления в силу DMCA.

## Содержание книги
Книга начинается главой об американском авторском праве (глава 1: «Основы копирайта»), в нескольких главах сосредотачивается на законодательных процессах в США об авторском праве.
Начиная с 10 главы «Копирайтные войны», автор рассматривает последствия вступления в силу DMCA; в ней рассматривается использование технических средств защиты авторских прав в кино и музыкальной сфере, в том числе DeCSS на DVD-дисках, и отсутствие широкого внедрения подобной технологии на музыкальных компакт-дисках. Литман рассматривает дела кинокомпании Universal City Studios v. Reimerdes and related cases, и в музыкальной индустрии, UMG Recordings v. MP3.com, A&M Records v. Napster, Inc., и Recording Industry Association v. Diamond Multimedia.
Глава 11 продолжает этот анализ, с некоторыми размышлениями об относительной стоимости судебных процессов против законодательства в стратегии контент-индустрии.
В главе 12, «Пересмотр Закона об авторском праве для цифрового века», Литман рассматривает общий подход к разработке законов об авторских правах, заключив, что «Если мы хотим разработать закон об авторском праве, который отвечает потребностям общества, для нас было бы наиболее выгодным отказаться от традиционной зависимости авторского права на воспроизведение…».

## Рецензии и отзывы
- Mike Godwin, «Copywrong: Why the Digital Millennium Copyright Act hurts the public interest» (review of Digital Copyright by Jessica Litman), Reason, July 2001.
- Robert Bruen, «Review of Digital Copyright by Jessica Литман», IEEE Computer Society’s Technical Committee on Security and Privacy, Cipher (May 27, 2001)
- Eric Bryant, Library Journal, v.126, n.10, p. 190 (June 1, 2001)
- Jane C. Ginsburg, «Can Copyright Become User-Friendly? Essay Review of Jessica Litman, Digital Copyright», Columbia-VLA Journal of Law & Arts, v.25, n.1 (2001).
- Lev Ginsburg, «A Writing On Copyright: Jessica Litman’s Digital Copyright (2001)», UCLA Journal of Law & Technology, number 3 (2001).
- Timothy Hensley, «Review Jessica Litman, Digital Copyright», College & Research Libraries, v.62, n.6 (Nov. 2001), pp. 590–591.
- Laura Hodes, «The DMCA, the Death of Napster, and the Digital Age: A Review of Jessica Litman’s Digital Copyright», Findlaw, July 20, 2001.
- J. Ryan Miller, Digital Copyright by Jessica Litman", Marquette Intellectual Property Law Review, v.5, n.1, pp. 257–261 (2001).
- Review of Digital Copyright, SlashDot (May 22, 2001).